# رامفوسوكس
الرامفوسوكس (Rhamphosuchus) «تمساح المنقار» هو قريب منقرض للجافيال الزائف الحديث، استوطن ما هي الآن شبه القارة الهندية في عصر الميوسين، وهو معروف فقط من مجموعات غير مكتملة من الحفريات أغلبها من الأسنان والجماجم.